# Hamburg-Hasselbrook
Hamburg Hasselbrook – stacja kolejowa w Hamburgu, w Niemczech. Znajduje się tu 1 peron.